# Relaciones Dinamarca-Mozambique
Las Relaciones Dinamarca-Mozambique se refiere a las relaciones actuales e históricas entre Dinamarca y Mozambique. Dinamarca tiene una embajada en Maputo y Mozambique está representada en Dinamarca, a través de su embajada en Estocolmo, Suecia, con un consulado honorario en Copenhague. Las relaciones diplomáticas se establecieron el 26 de junio de 1975, pero las relaciones se remontan a antes de que Mozambique lograra la independencia. El Instituto Danés de Derechos Humanos ha trabajado con Mozambique desde 1997. En 2000, Dinamarca firmó un acuerdo con la ministra de Finanzas, Luisa Diogo, sobre la implementación de mecanismos.
Las relaciones diplomáticas se establecieron en 26 de junio de 1975. se firmó un acuerdo de servicios aéreos en Maputo. El 2 de marzo de 1979, se firmó un acuerdo sobre un préstamo danés a Mozambique.

## Asistencia para el desarrollo
La cooperación bilateral danesa para el desarrollo con Mozambique comenzó en la década de 1970, con un programa de ayuda a la República Popular de Mozambique. El programa apoyó la agricultura y el suministro de agua. La asistencia humanitaria también fue parte del programa de ayuda. De 1989 a 1991, Dinamarca y Mozambique discutieron la cooperación en la industria, la energía, la pesca y el transporte. Dinamarca ayudó a Mozambique con la pesca, la educación y la salud en la ciudad de Tete. Durante el período de 1992 a 2006, la asistencia ascendió a alrededor de $ 700 millones.
En un período de cinco años a partir de 2006, Dinamarca ayudó a Mozambique con 315 millones de DKK para el sector agrícola y 57,5 millones para el sector de la justicia.

La cooperación ambiental comenzó en 1992 y terminó en 2006.
"El propósito general de la evaluación es evaluar cómo la ayuda danesa ha respondido a las circunstancias que cambian rápidamente en el contexto de la ayuda y las necesidades de desarrollo en Mozambique, no solo a través de su elección de modalidades sino también a través de su elección de socios, perspectivas de tiempo, geográficas y enfoque institucional, etc. ¿Qué lecciones se pueden aprender del apoyo danés que puedan ser útiles para la futura asistencia para el desarrollo a Mozambique y otros países?

## Visitas de Estado
El primer ministro danés, Anders Fogh Rasmussen, visitó Mozambique en septiembre de 2005. El presidente de Mozambique, Armando Emilio Guebuza, visitó Dinamarca en octubre de 2008. Durante la visita, se reunió con el primer ministro danés, Anders Fogh Rasmussen, la reina Margarita II y el ministro de Desarrollo, Ulla Tørnæs.

## Misiones diplomáticas
- Dinamarca tiene una embajada en Maputo.[1]
- Mozambique está representada en Dinamarca, a través de su embajada en Estocolmo, Suecia.[8]